# Bruno Mello

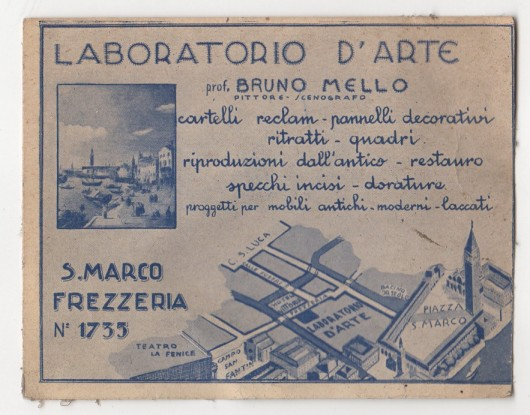
Biglietto da visita dello scenografo Bruno Mello

Bruno Mello (Venezia, 16 maggio 1896 – Firenze, 8 gennaio 1976) è stato un pittore e scenografo italiano, attivo tra gli anni trenta e gli anni settanta del Novecento e docente incaricato alla scuola di scenografia dell’Accademia di belle arti di Firenze, autore del Trattato di scenotecnica edito dalla casa editrice Görlich - Istituto Geografico de Agostini.

## L'attività di scenografo
Dal 1927 al 1939 lavora per il Gran Teatro La Fenice di Venezia e firma le scene e i bozzetti per le maggiori compagnie drammatiche del periodo come Ruggeri, Falconi, Melato ed altre.
Dal 1930 al 1939 esegue per conto dell'Ente Esposizione Internazionale d’Arte di Venezia le messe in scena degli spettacoli all'aperto: La bottega del caffè di Carlo Goldoni, La nave di Gabriele D'Annunzio e I masnadieri di Friedrich Schiller. Sempre per la Biennale di Venezia collabora con lo scenografo Bruno Montonati alla messa in scena delle opere goldoniane Le baruffe chioggiotte e Il ventaglio, e per i shakespeariani Romeo e Giulietta e Otello.
Dal 1939 è scenografo e assistente all'allestimento scenico delle opere liriche per il Maggio Fiorentino presso il Teatro Comunale di Firenze. Sono firmate da lui le scene per Il flauto magico, per il Don Giovanni, il Rigoletto e per La fanciulla del West. Inoltre collabora con altri scenografi per la messa in scena di diversi allestimenti sempre per il Maggio Fiorentino come: La bohème, Il trovatore, Un ballo in maschera, Carmen, Guglielmo Tell e molti altri.
Dal 1965 al 1967 realizza i bozzetti e le messe in scena per la Settimana Musicale Senese promossa dall'Accademia Musicale Chigiana presso il Teatro dei Rinnovati di Siena. La Pia de’ Tolomei di Gaetano Donizetti, Gli astrologi immaginari di Giovanni Paisiello e L’equivoco stravagante di Gioachino Rossini sono alcune delle opere per cui crea scene e bozzetti.
Nel 1971 realizza le scenografie per il balletto Cenerentola presso il Teatro La Pergola di Firenze.
Infine, dagli anni '60 al 1973, realizza le messe in scena per conto dell'Ente Teatrale Italiano (E.T.I.) e per il Piccolo Teatro Stabile Città di Firenze, tra cui: Congedo di Renato Simoni (1962), La cena della beffe di Umberto Giordano (1972) e Amore mio di Terence Rattigan.